# 即墨路街道
即墨路街道是中国山东省青岛市市北区下辖的一个街道。

## 行政区划
即墨路街道下辖胶州路社区、上海路社区、即墨路社区、武定路社区、陵县路社区、恩县路社区、热河路社区、冠县路社区、小港社区。